# Saint-Amour
Saint-Amour – miejscowość i gmina we Francji, w regionie Burgundia-Franche-Comté, w departamencie Jura.
Według danych na rok 1990 gminę zamieszkiwało 2200 osób, a gęstość zaludnienia wynosiła 189 osób/km² (wśród 1786 gmin Franche-Comté Saint-Amour plasuje się na 66. miejscu pod względem liczby ludności, natomiast pod względem powierzchni na miejscu 351.).